# Hunter × Hunter
Hunter × Hunter (japanisch ハンター×ハンター, Hantā x Hantā) ist ein Manga des japanischen Zeichners Yoshihiro Togashi. Auf dem Manga basieren zwei Anime-Fernsehserien, mehrere Anime-OVAs und Radiohörspiele.
In der Handlung geht es um den Jungen Gon und dessen Leben als Hunter, einem besonders privilegierten Menschen, in einer Parallelwelt. Das Werk lässt sich den Genres Action, Fantasy, Abenteuer und Shōnen zuordnen.

## Inhalt

### Welt
Die Welt von Hunter × Hunter ist eine Fantasywelt. Es gibt viele Parallelen zu unserer Welt, bezüglich globaler Ereignisse wie Kriege, Technologie, Sozial- und Organisationsstrukturen und viele weitere.
Ein wesentlicher Unterschied ist die Existenz des „Nen“. Dies ist eine körpereigene Energie, die es talentierten Menschen erlaubt, einzigartige Fähigkeiten auszuprägen.
Es gibt auch Fähigkeiten, die angeboren bzw. automatisch ausgeprägt werden, also nicht willentlich trainiert werden.
Die Spannweite der individuellen Fähigkeiten ist enorm. Dazu können Fähigkeiten verstärkt werden, indem ein Individuum einen Pakt mit seinem Nen abschließt.
Durch die Spezialisierung der Energie, also einer „Einschränkung“, und dem gewählten Abkommen, gibt es unzählige Möglichkeiten für „Nen“-Nutzer.
Viele dieser Menschen schließen sich der „Hunter-Vereinigung“ an. Die Organisation ist demokratisch aufgebaut. Es gibt bestimmte Abteilungen, Zuständigkeiten und auch Wahlen.
Die Organisation spielt global, politisch und militärisch eine wichtige Rolle.
Jeder der anstrebt ein Hunter zu werden, muss zuvor die Aufnahmeprüfung bestehen. Damit erhält er eine „Hunter-Lizenz“, mit der er sich für verschiedene Jobs qualifiziert und besondere Privilegien genießt.
Für verschiedene Errungenschaften, beziehungsweise erfolgreiche Missionen, werden Beförderungen vergeben, wodurch der eigene Rang und das Prestige steigt.
Die Welt wurde von den Menschen bisher nicht vollständig erkundet.

### Handlung
Der bei seiner Tante lebende zwölfjährige Gon Freeks erfährt vom Hunter Kaito, dass sein Vater Ging Freeks ein Hunter ist und noch lebt, aber nicht gefunden werden möchte. So beschließt Gon ebenfalls Hunter zu werden und seinen Vater zu finden.
Bei der Prüfung trifft er auf Leorio, Kurapika und Killua. Sie alle haben verschiedene Motivationen, an der gefährlichen Prüfung teilzunehmen. Killua Zaoldyek ist der Spross einer berüchtigten Attentäterfamilie, der kein Attentäter werden will. Kurapika ist der letzte Angehörige des Volks der Kurta und will sich an der sogenannten Phantom-Truppe (Phantom-Brigade) rächen, deren Mitglieder auch als Spinnen bezeichnet werden, die für die Auslöschung der Kurta verantwortlich sind. Leorio möchte durch die Tätigkeit als Hunter genug Geld verdienen, um Medizin zu studieren und als Arzt den Armen kostenlos helfen zu können. Die Vier freunden sich bald an, obwohl bei der Prüfung eine feindliche Stimmung herrscht und viele Teilnehmer gegeneinander arbeiten. Sie machen dabei auch die Bekanntschaft mit Hisoka, einem Magier, der seine Stärke durch das Besiegen möglichst vieler starker Gegner beweisen will. Er findet besonderes Interesse an Gon, da er dessen Potenzial erkennt, und will später einmal gegen Gon antreten, wenn dieser stärker geworden ist.
In der letzten Runde tötet Killua einen Teilnehmer, wodurch er disqualifiziert wird und alle anderen Teilnehmer bestehen.
Nach der bestandenen Prüfung fahren Gon, Leorio und Kurapika zum Kukuru-Berg, auf dem die Familie Zaoldyek wohnt. Sie wollen Killua helfen, von der Bevormundung seiner Familie freizukommen, was ihnen nach einigen Schwierigkeiten auch gelingt. Danach trennen sich ihre Wege: Leorio beginnt sein Medizinstudium, Kurapika sucht Arbeit und Gon macht sich mit Killua gemeinsam auf die Suche nach Verdienstmöglichkeiten. Dabei gelangen sie zur Himmelsarena, einem Turm, bei dessen Besteigung man kämpfen muss und Geld verdienen kann (er besitzt über 250 Stockwerke). Während des Aufstiegs lernen sie vom Meister Wing die Kunst, das Nen zu nutzen. Außerdem treffen sie erneut auf Hisoka, der Gon besiegt. Nach der Niederlage besuchen Gon und Killua seine Tante auf seiner Heimatinsel, der Walinsel. Dort überreicht sie Gon eine Box von seinem Vater. Durch Nen lässt sie sich öffnen. Als Hinweise auf seinen Vater hat er nun einen Ring, eine Kassette und eine Speicherkarte für ein Spiel. Gon und Killua hören sich die Kassette an, welche sich aber danach selber überschreibt.
Kurapika ist inzwischen Bodyguard für die Nostrade-Familie geworden, die Verbindungen zur größten Auktion der Welt in Yorkshin City hat. Auch Killua und Gon kommen nach Yorkshin City, nachdem sie den Hinweis bekommen haben, dass sich über das Computerspiel Greed Island etwas über Gons Vater herausfinden lässt. Während die beiden zusammen mit Leorio versuchen, genug Geld für das Spiel zu sammeln, versucht Kurapika weiter, den Illusionisten auf die Spur zu kommen. Dabei wird er von Hisoka unterstützt, der zwar selbst Mitglied der Organisation ist, deren Anführer Chrollo Lucilfer er jedoch herausfordern will. Nachdem die Spinnen die Waren für die Auktion stehlen konnten, gelingt es Kurapika, eines ihrer Mitglieder zu töten (Ubōgin). Das Spiel Greed Island wird an den Milliardär Battera verkauft. Kurapika gelingt es durch seine Fähigkeit, das Nen von Chrollo zu versiegeln und ihn dadurch unschädlich zu machen. Daraufhin verliert Hisoka vorläufig das Interesse an Chrollo und beendet die Zusammenarbeit mit den vier Freunden.
Bald darauf spielen Gon und Killua das Spiel Greed Island im Auftrag von Battera, um Hinweise auf Gons Vater zu finden. Das Spiel funktioniert mittels Nen und teleportiert die Spieler auf eine Insel. Dort sollen 100 Spielkarten gesammelt werden, die besondere Fähigkeiten verleihen. Im Spiel schließt sich den beiden Freunden Biskuit Krüger an, die sie trainiert und hilft. Sie treffen auch auf Hisoka und einige Spinnen, die eine Möglichkeit suchen, die Nen-Versiegelung Chrollos wieder rückgängig zu machen. Als ihnen dies gelingt, verlassen sie das Spiel. Gon kann das Spiel gewinnen und erhält die Möglichkeit, sich zu seinem Vater teleportieren zu lassen. Doch landet er nur bei dessen ehemaligem Schüler Kaito, da er zusammen mit Killua gekommen war. Dies war von seinem Vater so vorgesehen, da er seinen Sohn nur treffen würde, wenn dieser alleine käme.
In der Zeit danach tritt eine ausgestorbene Art intelligenter menschenähnlicher Ameisen auf, die sogenannten Chimära-Ameisen, welche die DNA ihres Futters in die eigene einbauen. Diese vermehren sich enorm schnell und beginnen, Menschen an ihre Königin zu verfüttern, die den König ausbrütet. Daher macht sich Kaito in Begleitung von Gon und Killua auf den Weg, gegen die Ameisen zu kämpfen. Auch das Hunter-Komitee und die Phantom-Truppe mischen sich ein. Kaito, Gon und Killua treffen bald auf Neferpitou, das erste Mitglied der Leibgarde des Königs, welche aus drei besonders kampffähigen Ameisen besteht. Kaito, der Neferpitous Überlegenheit sofort erkennt, weist Gon und Killua an, zu verschwinden. Gon und Killua können fliehen, doch Kaito wird umgebracht und als Puppe der Ameisen benutzt. Durch ihn und einen weiteren Hunter gelingt es den Ameisen auch, Nen-Techniken zu erlernen.
Gon und Killua werden nun zunächst vom Hunter-Komitee davon abgehalten, gegen die Ameisen zu kämpfen. Nachdem der König der Ameisen geboren wurde, gelingt es den Ameisen, den Staat Ost-Gorto zu übernehmen. Dort beginnt nun die Selektion Nen-begabter Menschen durch die Ameisen. Während sich einige Ameisen den Huntern anschließen und der König seine menschliche Seite entdeckt, greifen auch die Spinne in den Kampf ein, da einige streunende Ameisen ihre Heimat bedrohen. Sie vernichten kurzerhand alle Ameisen, die niemandem außer sich selbst loyal sind und ihre Heimatstadt bedrohen.
In einer finalen, verlustreichen Schlacht in und um den Präsidenten-Palast von Ost-Gorto stehen sich schließlich Hunter und Ameisen gegenüber. Das Team der Hunter kann sich trotz Vorbereitung nur mühsam gegen die Macht der drei Leibwächter zur Wehr setzen, während der Vorsitzende der Hunter-Organisation Netero König Meruem in sicherer Entfernung bekämpft. Nachdem selbst seine stärksten Angriffe wenig Wirkung zeigen, benutzt Netero eine Massenvernichtungswaffe gegen den König und opfert sich selbst, um Meruem schwere Verletzungen zuzufügen. Dieser wird scheinbar gerettet, als zwei der Royal Guards sich von ihm verzehren lassen. Gon erfährt, dass Kaito nicht mehr zu retten ist, verwandelt sich, durch Opferung seiner Lebenskraft, und tötet einen der Royal Guards in seiner Rage, erleidet aber selbst schweren Schaden dabei. Als die Situation für die Hunter ausweglos scheint, spürt Meruem seinen baldigen Tod durch Bombenvergiftung kommen und verbringt seine letzten Stunden in Gegenwart von Komugi, eines Menschenmädchens, das er schätzen gelernt hat.
Nachdem die Ameisen besiegt wurden, will Killua Gon mit den Fähigkeiten seiner kleinen Schwester Alluka retten, was von seiner Familie als Gefahr gesehen wird. Er schafft es aber, Alluka mitzunehmen und mit der Hilfe von Nanika, die mit Alluka ihren Körper teilt, Gon zu heilen. Gon trifft endlich auf seinen Vater. Währenddessen wird nach vielen Intrigen die Hunterin Cheadle zur neuen Vorsitzenden, nachdem Pariston Hill die Wahl gewonnen hat und gleich wieder den Vorsitz abgelegt hat. Neteros Sohn Beyond kündigt eine große Expedition der Menschheit zum verbotenen Dark Continent an.

## Manga

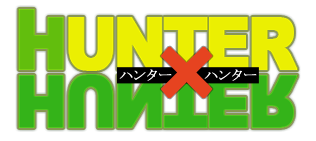
Logo der Manga-Erstauflage

Der Zeichenstil ist recht einfach gehalten. Es wird wenig Rasterfolie benutzt, und es gibt klare Panels und Linien.
Der Manga von Yoshihiro Togashi erscheint seit 1998 zunächst wöchentlich im japanischen Manga-Magazin Shūkan Shōnen Jump beim Shūeisha-Verlag. Die Kapitel wurden auch in bisher 38 Tankōbon zusammengefasst.
Die Veröffentlichung der Serie in Japan wurde aufgrund gesundheitlicher Schwierigkeiten des Mangaka mehrmals unterbrochen, nach Pausen unterschiedlicher Länge allerdings bisher immer wieder aufgenommen. Die bisher letzte Pause dauerte von November 2018 bis Oktober 2022; von Dezember 2022 bis Oktober 2024 pausierte die Serie erneut.
Der Manga erschien auch auf Englisch bei VIZ Media, auf Französisch bei Kana, auf Spanisch bei Grupo Editorial Vid und auf Italienisch bei Planet Manga. In Deutschland wurde die Serie im BANZAI!-Magazin des Carlsen Verlags veröffentlicht. Zudem erscheint die Geschichte in Sammelbänden, von denen in Deutschland bisher 38 herausgegeben wurden (Stand Juni 2025). Wegen der Unterbrechungen des Mangas in Japan erscheint die Reihe seit April 2008 in Deutschland statt dreimonatlich nur alle vier Monate.

## Anime

### Erste Serie
1999 produzierte das Studio Nippon Animation eine Anime-Fernsehserie mit 62 Folgen zum Manga. Dabei führte Kazuhiro Furuhashi Regie, Takayuki Gotō entwarf das Charakter-Design und Nobuto Sakamoto übernahm die künstlerische Leitung. Die Serie wurde vom 16. Oktober 1999 bis zum 31. März 2001 auf dem Sender Fuji TV ausgestrahlt und später auch auf Animax gesendet.
Die Serie wurde auf Französisch auf dem Sender Mangas ausgestrahlt, auf Spanisch bei Animax Lateinamerika, in Chile auch auf Chilevision und ETC…TV. Der Sender Italia 1 strahlte den Anime in Italien aus und Spacetoon sendete die Serie auf Arabisch. Außerdem wurde Hunter × Hunter auf Animax Brasilien, RedeTV! (ebenfalls Brasilien) und dem philippinischen Sender GMA Network ausgestrahlt.

### OVAs
Fortgesetzt wurde die Serie durch drei OVA-Reihen: Hunter × Hunter erschien vom 17. Januar bis 17. April 2002 auf vier DVDs und enthielt die Folgen 63 bis 70, Hunter × Hunter: Greed Island vom 5. Februar bis 16. April 2003 auf 4 DVDs mit den Folgen 71 bis 78 und Hunter × Hunter: G.I Final vom 3. März bis 18. August 2004 auf 7 DVDs mit den Folgen 79 bis 92.
Bei der ersten OVA war Satoshi Saga der Regisseur, bei Greed Island Yukihiro Matsushita und bei G.I Final Toshikatsu Tokoro für die Folgen 79 bis 82 und Makoto Satō für die Folgen 83 bis 92. Das Charakter-Design der ersten OVA stammt von Takayuki Gotō, das von Greed Island von Shinobu Tagashira und bei der G.I Final in den Folgen 79 bis 84 von Hidetoshi Sano und 85 bis 92 von Tetsurō Aoki. Die künstlerische Leitung übernahmen Shigeru Morimoto (OVA 1), Kazuo Fukuda (OVA 2) und Hiroyuki Hasegawa (OVA 3). Die erste OVA wurde auf Französisch, Spanisch, Arabisch und Portugiesisch übersetzt.

### Zweite Serie
Studio Madhouse produzierte ein Remake der Serie unter der Regie von Hiroshi Kōjina. Das Character Design der ersten 87 Folgen stammt von Takahiro Yoshimatsu und der restlichen Folgen von Indori Bokujō (d. h. Studio Live).
Die 148 Folgen umfassende Serie lief vom 2. Oktober 2011 bis 24. September 2014 auf NTV sowie mit einem Versatz von bis zu einem Monat auf 30 weiteren Sendern des Networks. Diese Adaption ging dabei über die Handlung der ersten TV-Serie und OVA-Reihe hinaus.
KSM Anime lizenzierte die Serie und veröffentlicht sie seit 23. August 2018 auf DVD und Blu-ray Disc. Vom 28. August 2018 bis zum 10. Dezember 2019 strahlte ProSieben Maxx alle Episoden komplett in deutscher Erstausstrahlung aus. KSM Anime besetzte für die Serie die Sprecherinnen der beiden Hauptrollen um. Am 26. Oktober zeigte ProSieben Maxx fünf ungeschnittene Folgen am Stück, sie hatten eine FSK ab 16 Jahren und durften daher nicht im Nachmittagsprogramm laufen. Manche späteren Folgen wurden im Nachmittagsprogramm nur geschnitten gezeigt, aber ungekürzt online bereitgestellt.

### Kinofilme
Am 12. Januar 2013 erschien der Anime-Kinofilm Hunter × Hunter: Phantom Rouge (劇場版 HUNTER×HUNTER 緋色の幻影, Gekijōban Hunter × Hunter: Fantomu Rūju) unter der Regie von Yūzō Satō.
Der zweite Kinofilm Hunter × Hunter: The Last Mission (劇場版 HUNTER×HUNTER -The LAST MISSION-) unter der Regie von Keiichirō Kawaguchi erschien am 27. Dezember 2013.
KSM gab am 2. August 2015 bekannt, dass sie beide Filme lizenziert haben und eine Veröffentlichung auf Blu-ray und DVD für 2016 planen.

### Synchronisation
Die Synchronisation der zweiten Anime-Adaption (2011–2014) vom Manga Hunter × Hunter erfolgte in Kaarst beim G&G Tonstudios GmbH. Die Dialogregie übernahm Birte Baumgardt, während Dennis Saemann den Dialogbuch schrieb.
| Rolle              | Japanischer Synchronsprecher (Seiyū) | Japanischer Synchronsprecher (Seiyū) | Deutsche Synchronisation | Deutsche Synchronisation |
| Rolle              | 1. Serie/OVAs                        | 2. Serie/Kinofilme                   | Kinofilme                | 2. Serie                 |
| ------------------ | ------------------------------------ | ------------------------------------ | ------------------------ | ------------------------ |
| Gon Freecss        | Junko Takeuchi                       | Megumi Han                           | Peggy Pollow             | Luisa Wietzorek          |
| Killua Zoldyck     | Kanako Mitsuhashi                    | Mariya Ise                           | Laurine Betz             | Esther Brandt            |
| Leorio Paradinight | Hōzumi Gōda                          | Keiji Fujiwara                       | Jens-Uwe Bogadtke        | Robert Steudtner         |
| Kurapika           | Yuki Kaida                           | Miyuki Sawashiro                     | Ann Vielhaben            | Ann Vielhaben            |
| Hisoka Morow       | Hiroki Takahashi                     | Daisuke Namikawa                     | Bastian Sierich          | Bastian Sierich          |
| Ilumi Zoldyck      | Urara Takano                         | Masaya Matsukaze                     | Florian Hoffmann         | Florian Hoffmann         |

### Musik
Für die 1. Serie wurde die Filmmusik von Toshihiko Sahashi komponiert und im Vorspann erst Ohayō (Folgen 1–48) von Keno und dann Taiyō wa Yoru mo Kagayaku (Folgen 49–62) von Wino verwendet. Die drei Abspanne wurden unterlegt mit Kaze no Uta (Folgen 1–31) von Minako Honda, E-Jan – Do You Feel Like I Feel (Folgen 32–52) und Hotaru (Folgen 53–62), beide von Masato Nagai.
Für Intro und Abspann der ersten OVA wurden Pale Ale und Carry on von Kurosawa Ken'ichi verwendet. Für die zweite OVA sind es Pray von Wish und Popcorn von Mikuni Shimokawa, bei der Dritten Believe in Tomorrow und Moshimo Kono Sekai de Kimi to Boku ga Deaenakatta Nara, beide von Sunflower's Garden.
Für die 2. Serie stammt die Filmmusik von Yoshihisa Hirano. Als Vorspanntitel wurde departure! gesungen von Masatoshi Ono in drei Fassungen verwendet und im Abspann Just Awake (Folgen 1–26) von Fear, and Loathing in Las Vegas, Hunting for your Dream (27–58) von Galneryus, Reason (59–75, 147), Nagareboshi Kirari (流れ星キラリ; Folgen 76–98) und Hyōri Ittai (表裏一体; 99–146) je von Yuzu.
Die Soundtracks und Titellieder wurden auch auf CD veröffentlicht.

## Weitere Adaptionen

### Musical und Theater
Es wurden drei Musicals zum Manga produziert. Das erste, Hunter × Hunter: Musical, wurde im Dezember 2000 uraufgeführt. Hunter × Hunter; Deja-vu in summer folgte im August 2001, Hunter × Hunter; The Nightmare of Zoldyeck im August 2002.
Des Weiteren wurde das Theaterstück Hunter × Hunter: Real Stage; A Longing for Pakunoda ~ A Spider's Memory ~ im August 2004 uraufgeführt.

### Spiele
Zu Hunter × Hunter erschienen verschiedene Videospiele, darunter das Nintendo-DS-Spiel Jump Super Stars und Jump Ultimate Stars. Außerdem erschien ein Sammelkartenspiel. Für 2018 wurde das Spiel „Hunter X Hunter: Greed Adventure“ für Android und iOS angekündigt.

## Rezeption
Bei einer Umfrage des Senders TV Asahi nach der beliebtesten Animeserie unter den Zuschauern im Jahr 2005 erreichte die Serie den 32. Platz, im folgenden Jahr war es Platz 28.
In der Rezension auf Splashcomics wird der zweite Band als actionreich bezeichnet, jedoch auch als zu gewalttätig und blutig für die von Carlsen angegebene Zielgruppe ab acht Jahren.